# Squamibolcoides minciottii
Squamibolcoides minciottii è un pesce osseo estinto, appartenente ai perciformi. Visse nell'Eocene medio (circa 49 milioni di anni fa) e i suoi resti fossili sono stati ritrovati in Italia, nel famoso giacimento di Bolca.

## Descrizione
Questo pesce era di piccole dimensioni: l'olotipo era lungo meno di 9 centimetri. Possedeva un corpo compresso lateralmente, molto alto. Gli occhi erano relativamente piccoli, e la bocca era posta in posizione terminale; i denti erano dotati di una parte esterna conica e di una parte rivolta verso l'interno della bocca molariforme. La regione opercolare era piuttosto stretta, mentre l'articolazione della mandibola era a un livello anteriore rispetto a metà dell'orbita. Le vertebre erano caratterizzate da forti parapofisi per quanto riguarda gli elementi addominali posteriori, mentre le costole pleurali erano lunghe e sottili. Gli ipurali non erano fusi, ed erano presenti due uroneurali e tre supraneurali. La pinna dorsale era unica, allungata e dotata di una porzione molle leggermente più lunga di quella sostenuta da raggi spinosi: vi erano undici forti spine e quattordici raggi molli. La pinna anale era dotata di tre spine forti e di undici raggi molli. In particolare, la seconda e la terza spina della pinna anale erano eccezionalmente robuste. La pinna anale era piuttosto corta, mentre le pinne pelviche erano abbastanza allungate, situate al di sotto delle pinne pettorali. La pinna caudale era tronca, con 17 raggi principali. Le scaglie erano grandi, ctenoidi e ricoprivano le porzioni iniziali delle pinne impari. 

## Classificazione
Squamibolcoides è un rappresentante degli Squamipinnes, un grande gruppo di pesci perciformi caratterizzati dalla presenza di scaglie sulle porzioni iniziali delle pinne impari, attualmente rappresentato da numerose famiglie, come Toxotidae, Coracinidae, Kyphosidae, Ephippididae, Scatophagidae, Rhinoprenidae, Chaetodontidae, Pomacanthidae, Enoplosidae e Pentacerotidae. L'assegnazione di Squamibolcoides a una di queste famiglie, tuttavia, non è certa. E' possibile che un suo stretto parente fosse Frigoichthys, anch'esso proveniente da Bolca.
Squamibolcoides minciottii venne descritto per la prima volta da Bannikov e Zorzin nel 2012, sulla base di un fossile ben conservato ritrovato nella ben nota Pesciara di Bolca, in provincia di Verona.